# Eclectic
Eclectic es un pueblo ubicado en el condado de Elmore en el estado estadounidense de Alabama. En el censo de 2000, su población era de 1037. 

## Demografía
En el 2000 la renta per cápita promedia del hogar era de $ 30.906$ , y el ingreso promedio para una familia era de 31.855$. El ingreso per cápita para la localidad era de 14.131$. Los hombres tenían un ingreso per cápita de 29.554$ contra 18.162$ para las mujeres.

## Geografía
Eclectic está situado en 32°38′29″N 86°2′19″O / 32.64139, -86.03861 (32.641285, -86.038571).
Según la Oficina del Censo de los EE. UU., la ciudad tiene un área total de 4.28 millas cuadradas (11.10 km ²).